# Mariakapel (Kleingenhout)

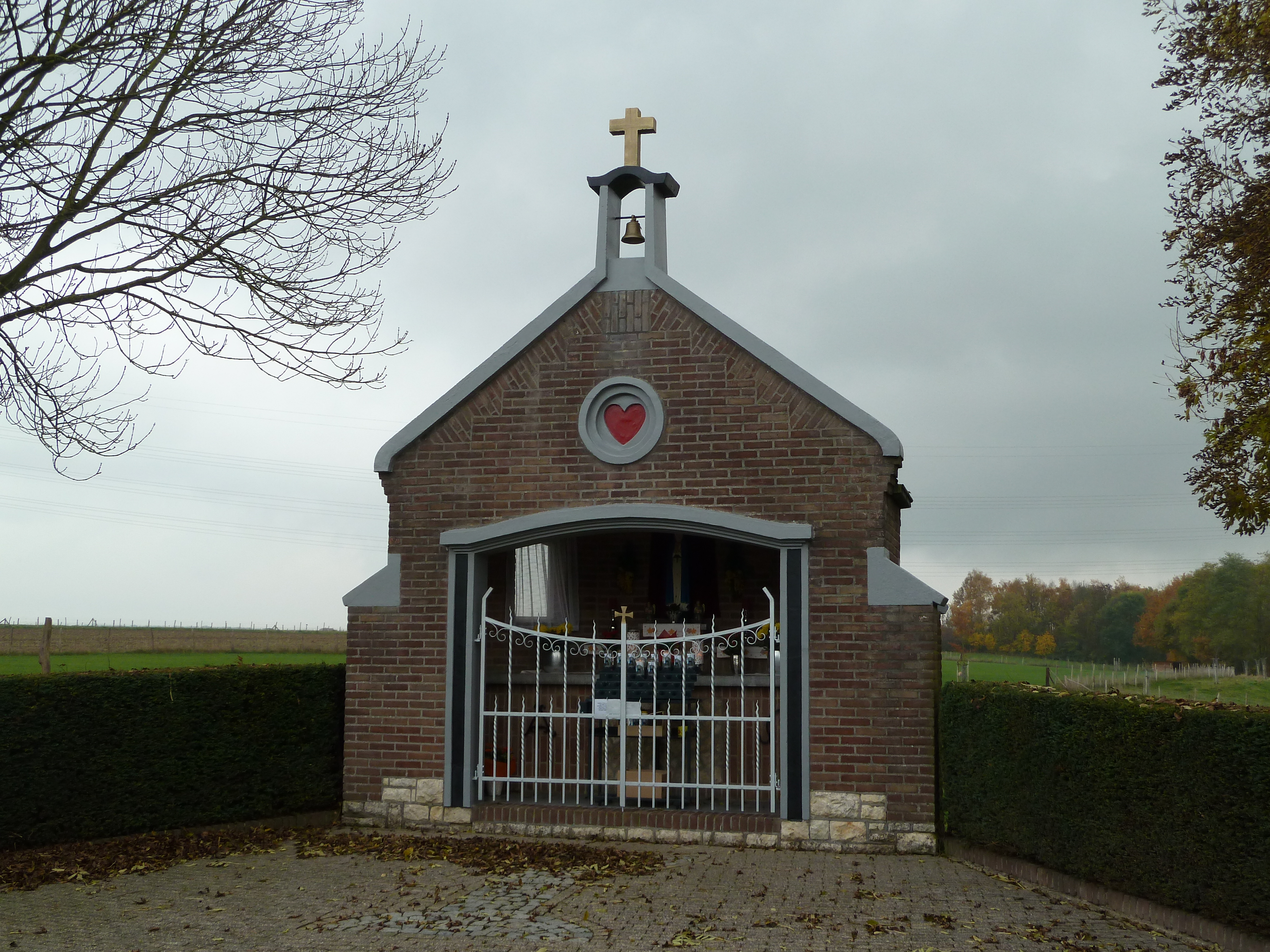
De Mariakapel van Kleingenhout

De Mariakapel of Onze-Lieve-Vrouw-van-Fatimakapel is een kapel in Kleingenhout bij Arensgenhout en Hulsberg in de Nederlands Zuid-Limburgse gemeente Beekdaelen. De kapel staat aan de splitsing van de Heihofweg en de Putweg, waar ook de Kleingenhoutersteeg op uitkomt.
De kapel is gewijd aan Maria.

## Geschiedenis
In 1952 werd Kleingenhout voor het eerst aangedaan door de driejaarlijkse sacramentsprocessie en voor deze processie moesten de inwoners een rustaltaar bouwen. Om niet steeds voor iedere processie weer het rustaltaar te moeten bouwen wilden de buurtbewoners een kapel bouwen.
In 1954 werd de kapel door buurtbewoners gebouwd naar het ontwerp van architect A. Kemps uit Heerlen. Op 4 juli 1954 werd de kapel ingezegend.
In 1982 werd de kapel gerenoveerd.

## Bouwwerk
De brede open bakstenen kapel is opgetrokken op een plint van Kunradersteen en een zadeldak met leien. De kapel heeft een driezijdige koorsluiting en steunberen op de hoeken. In de schuine achterwanden is elk een segmentboogvenster aangebracht. De frontgevel is een topgevel die bekroond wordt met een klokkenstoel met klokje en bovenop een kruis staat. In de frontgevel is een hart aangebracht en eronder is de brede toegang die aan de bovenzijde een gecementeerde profilering heeft en wordt afgesloten met een ijzeren hek.

Van binnen is de kapel uitgevoerd in metselwerk waarbij tegen de achterwand het altaar gemetseld is. Aan de voorzijde van dit altaar is in het midden een zwart smeedijzeren kruis geplaatst en links en rechts hiervan een alfa en een omega. Voor de achterwand is een lila gordijntje gehangen met hiervoor op het altaar het Mariabeeld van Onze-Lieve-Vrouw van Fátima.